# Cetatea din mare
„Cetatea din mare” (în engleză The City in the Sea) este un poem al scriitorului american Edgar Allan Poe. Versiunea finală a fost publicată în 1845, dar o versiune timpurie a fost publicată în 1831 sub titlul „The Doomed City” și, mai târziu, ca „The City of Sin”. Poemul spune povestea unui oraș condus de o personificare a Morții, folosind elemente tipice de ficțiune gotică. Poemul a apărut în Southern Literary Messenger, The American Review, Broadway Journal, precum și în antologia The Poets and Poetry of America (1850).
Poe s-a inspirat din mai multe lucrări, inclusiv din Kubla Khan de Samuel Taylor Coleridge.

## Analiză
Cetatea din vest este stăpânită de Moarte care este venerată de supușii săi: „Iar, între timp, dintr-un turn trufaș/ Moartea gigantic privește-n oraș”. Acesta este un alt poem clasic al lui Poe care se referă la moarte și o prezintă într-un mod neconventional. Ea este văzută ca un zeu care domnește peste o cetate glorioasă și pașnică din Apus. Există „turnuri și palate regești,/ Temple ce dau babilonice vești,/ Bolți de piatră demult părăsite…” Situarea orașului în Apus este adecvată, deoarece vestul, în care apune soarele, a fost în mod tradițional asociat cu moartea. La sfârșitul poemului o „părere în aer” sau un val mută turnurile astfel încât acestea creează „vidul cerurilor membranoase”. Poe vorbește în ultima parte a poemului de sfârșitul lumii când „au valurile-acum o mai roșie față,/ Orele respiră jos, fără viață.” Culoarea roșie a valurilor este un semn al venirii Iadului, pentru că roșu este culoarea focului și, prin urmare, culoarea iadului și a diavolului. „Iar când, în subpământeștile zvonuri,/ Orașul se va cufunda lent, în cadență,/ Infernul se va ridica din o mie de tronuri,/ Și-i va face o reverență.” Ultimele versuri ale poemului vorbesc de recunoștința diavolului către moarte pentru că-i permite să iasă din lăcașul său și să stăpânească pământul.
În plus, finalul sugerează că acest oraș este mai rău decât Iadul pentru el îi va face orașului Morții o reverență în semn de respect. Se sugerează, că Moartea poate fi mai rea decât Diavolul.
Așezarea ciudată și depărtarea prevestitoare din „Cetatea din mare” este un element comun de ficțiune gotică. Acesta se combină cu tema poemului de dramatizare conștientă de sine a osândei, similară poeziilor „Adormita” și „Valea neodihnei” ale lui Poe.